# Haematopota roralis
Haematopota roralis är en tvåvingeart som beskrevs av Fabricius 1805. Haematopota roralis ingår i släktet Haematopota och familjen bromsar. Inga underarter finns listade i Catalogue of Life.